# アイシールド
アイシールド（eyeshield）とは、目の保護具。元来は、ゴーグルのレンズ相当部分を指した（本来はレンズ効果を持たない為）。溶接工が用いる遮光面の、覗き穴に嵌められているものもこれである。

## アメリカンフットボールにおけるアイシールド

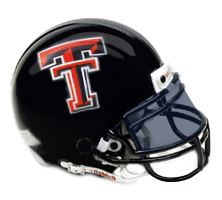
アメフト

アメリカンフットボールの場合のアイシールドは、ヘルメットの目の部分を保護するプラスティック状の保護シート。色付のタイプもあり、サングラスの効果のほかにも相手選手に目の動きを見られないようにするという効果もある。日本ではいかなるリーグでも色つきアイシールドはルール上認められておらず、透明タイプのものしか認められていない。NFLでは試合で色つきアイシールドを着用するには眼科医による眼精疲労などの医師の診断書が必要で、診断書を協会に提出し、協会の許可書を得なければならない。

## 競馬におけるアイシールド
競馬におけるアイシールドは、特殊馬装具のひとつであり、馬の目を保護するためにつける樹脂製の保護具。アイシールドに泥が付着し、視界が失われるためにJRAでは両目同時の装着は認められていない。